# 2081
2081 (ММLXXXI) е обикновена година, започваща в сряда според григорианския календар. Тя е 2081-вата година от новата ера, осемдесет и първата от третото хилядолетие и втората от 2080-те.

## Събития
- 3 септември – Очаква се да има слънчево затъмнение в България.
- Ще се навършат ce 1400 години от създаването на Първата българска държава.